# Виктор Оганов
Виктор Оганов (на руски: Виктор Оганов) е руски боксьор.

## Биография
Виктор Оганов е роден на 11 август 1976 година в град Сиктивкар, СССР. Баща му Виктор е по произход арменец.